# Cratere Fonteyn
Fonteyn  è un cratere sulla superficie di Mercurio.